# Rab (proteína)

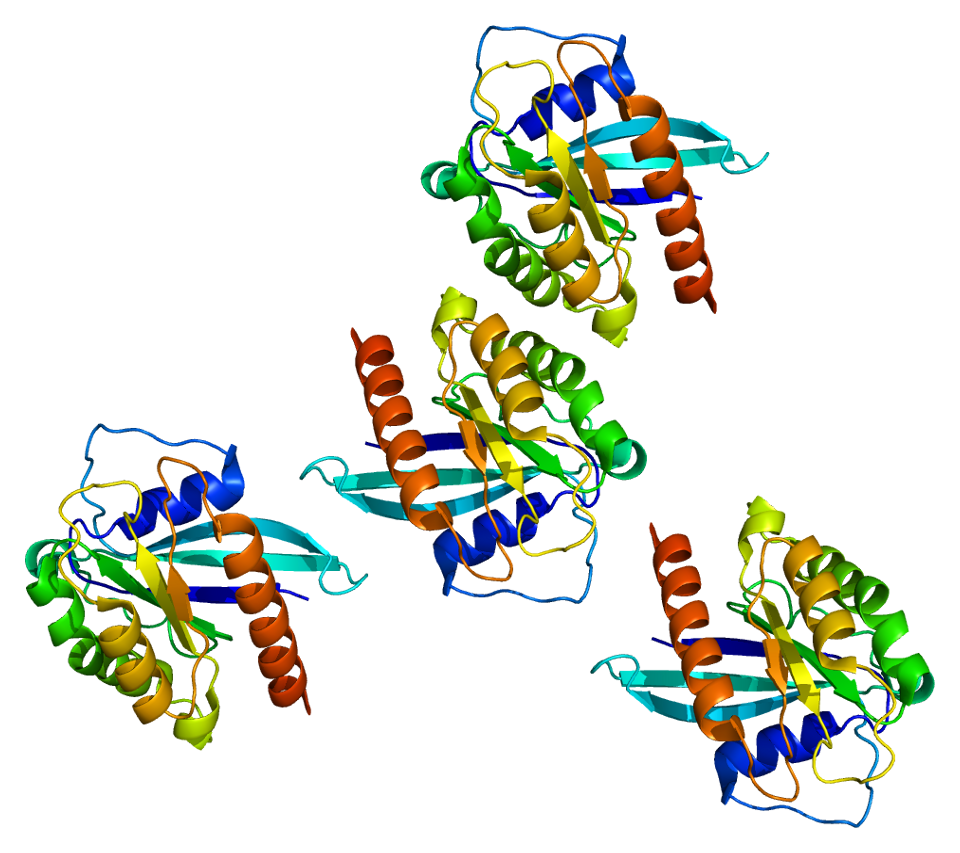
Estructura de la proteína RAB7A. Basada en la representación PyMOL de PDB 1t91.

Las Rab son una familia de proteínas GTPasas de la superfamilia Ras. Forman parte del sistema de formación y transporte de vesículas y fusión de membranas, controlando el reconocimiento inicial o anclaje de las vesículas a la membrana del compartimiento celular al que deben incorporarse. Existen numerosas isoformas de Rab en las membranas de  diferentes compartimentos celulares.
Esta GTPasa monomérica, en su forma de Rab-GTP (activa) permite el reconocimiento de la vesícula en formación por la maquinaria que estabiliza la forma esférica. Luego, es importante mencionar que Rab necesita de una proteína denominada GEF(Factor intercambiador de nucleótido de guanina o proteína intercambiadora de guanina, del inglés; Guanine-nucleotide Exchange Factor) para poder unir GTP al Rab(intercambia el GTP por el GDP unido al Rab) y así pasar al estado activo del Rab (estado Rab-GTP activo). Mientras que para la hidrólisis de GTP, es necesaria la función de una proteína denominada GAP (Proteína Activadora de Guanosina Trifosfatasa o Proteína Activadora de GTPasa) que activa la función GTPasa (acción fosfatasa) intrínseca de la proteína Rab, la cual hidrolizara a la GTP pasando a GDP y así a su estado Rab inactivo (estado Rab-GDP inactivo).